# Георги Йовчев
Георги Йовчев е български католически духовник, почетен епископ на Софийско-пловдивската епархия. По време на неговото архиерейско служене настъпва крахът на тоталитарния режим в България, при който Католическата църква в България понася най-тежките си удари – отнемане на имущество, политически репресии срещу католическите духовници и дискредитиране пред обществото. Монсеньор Йовчев работи за възстановяване на имиджа на църквата и реабилитиране на духовенството. Около 70% от конфискуваните имоти на католическата църква в България са върнати.

## Биография
Георги Иванов Йовчев е роден на 6 май 1950 г. в село Секирово, сега квартал на град Раковски. Средното си образование завършва в Професионалната гимназия по селско стопанство в село Белозем, специалност „Двигатели с вътрешно горене“. Отбива задължителната си военна служба в София. Заради комунистическия режим се е подготвя тайно за свещеник при отец Никола Радов, отец Васко Сейреков и отец Петър Изамски.
На 9 май 1976 г. е ръкоположен за свещеник от епископ Богдан Добранов. Специализира богословие в Папския Източен Институт в Рим, Италия. Бил е енорийски свещеник в Пловдив, Раковски, Калояново, Дуванлии и Житница.
На 6 юли 1988 г. е преконизиран за апостолически администратор на Софийско-пловдивската епархия и за титулярен епископ на Ламфуа. На 31 юли 1988 г. е ръкоположен за лафмуйски епископ от архиепископ Франческо Коласуоно, в съслужие с епископ Самуил Джундрин АА и екзарх Методий Стратиев АА, в пловдивската катедрала „Свети Лудвиг“.
През януари 1989 година монсеньор Георги Йовчев посреща в църквата „Свети Лудвиг“ президента на Франция Франсоа Митеран.
На 13 ноември 1995 г. е назначен за Софийско – Пловдивски епархиен епископ. Член е на Междуритуалната епископска конференция в България.
През 90-те години на XX век, епархията успява да си възвърне собствеността на някои от маломерните имоти иззети от комунистическата власт. Крупните имоти и сгради като френските колежи и католическите болници не са реституирани.
През 2002 година Георги Йовчев венчава княгиня Калина Сакскобургготска и Китин Муньос.
При неговото управление в диоцеза са построени следните нови църкви: конкатедралата „Свети Йосиф“ в град София, „Свети Дух“ в град Пловдив, „Свети Андрей“ в село Калояново и „Свето Семейство от Назарет“ в град Хисаря. На много от съществуващите храмове е извършен основен ремонт, а за други са предприети нетложни ремонти и укрепителни дейности. Изградени са и нови енорийски домове за свещениците.
Построени са и манастири на сестрите Францински мисионерки в село Житница и манастира „Света Елисавета“ в град Раковски, на сестрите бенедиктинки „Свети Бенедикт“ в град Раковски, манастир на сестрите пасиониски в Калояново, манастир на отците Конвентуалци – „Свети Максимилиян Колбе“ – също в град Раковски. В Калояново бе построен и функционира Дом за възрастни хора „Свети Йосиф“. Построени са и параклисите „Христос Възкръсналия“ и „Свети Йосиф“ до гробищните паркове в град Раковски.
През пролетта на 2025 г. във връзка със своята 75-та годишнина епископ Йовчев подава своята оставка като епархиен епископ. На 16 юли същата година папата приема оставката му и на същия ден в катедралата „Свети Лудвиг“ в Пловдив е отслужена благодарствена литургия, на която присъстват епископите Петко Вълов, Страхил Каваленов, Румен Станев и Христо Пройков, както и и свещеници от епархията.

## Агент "Петър" наДС
С решение № 300 от 17 януари 2012 г. Комисията за разкриване на документите и за обявяване на принадлежност на български граждани към ДС и РС към БНА обявява, че Георги Йовчев е бил сътрудник на Държавна сигурност (ДС), ІІІ отдел под името „Петър“. В декларация от 19 същия месец епископ Георги Йовчев изяснява обстоятелствата около събитията през 1986 г. да бъде заплашван за неговата работа с младите хора от град Раковски и оказаният му натиск, включително побой в дома му и закани да бъде убит подобно на отците Флавиан Манкин и Фортунат Бакалски. Той декларира: „Със сигурност мога да кажа, че никога не съм писал доноси към ДС, както и самите служители на Комисията по досиетата потвърждават, че не съществува досие, в което да се вижда, че съм доносничил писмено.“ Документите от досието му са унищожени през пролетта (април) на 1990 г. и затова не са налични. Комисията уточнява, че разполага с данни за принадлежност на Йовчев към комунистическите тайни служби и след 10 ноември 1989 г.

## Участие в Междуритуалната епископска конференция
В Епископската конференция на България е председател на следните комисии:
- Комисия за Божествения култ и дисциплината на тайнствата
- Съвет „Iustitia et Pax“
- Съвет за семействата
- Съвет за светските лица
- Съвет за катехизация

## Награди
- На 19 юни 2009 г. в църквата „Пресвето Сърце Исусово“ в Раковски се състоя церемония по връчването на Големия Кръст на Малтийския орден „Pro piis meritis Melitensi“ от Посланикът на Суверенния орден на Малта, Негово Превъзходителство граф Камило Дзуколи, който връчи най-високото отличие на монс. Йовчев за заслуги към Църквата и вярата.[11]